# تپه قلعه علیجان
تپه قلعه علیجان در شهرستان بیجار، بخش چنگ الماس، روستای خودلان واقع شده و این اثر در تاریخ ۱۰ دی ۱۳۸۱ با شمارهٔ ثبت ۶۹۲۱ به‌عنوان یکی از آثار ملی ایران به ثبت رسیده است.